# Bloomfield Township (comté d'Oakland, Michigan)
Pour les articles homonymes, voir Bloomfield Township.
Le Charter Township of Bloomfield (souvent appelé Bloomfield Township) est située dans l’État américain du Michigan. Il est une banlieue de Détroit, dans le comté d'Oakland. Selon le recensement de 2000, sa population est de 43 023 habitants.
Il existe aussi deux autres communautés du Michigan du nom Bloomfield Township, aux comtés d'Huron et de Missaukee.